# Fontainebleau Miami Beach
Le Fontainebleau Miami Beach ou Fontainebleau Hotel (surnommé « Fountain Blue ») est un hôtel 5 étoiles à Miami Beach en Floride (États-Unis).

## Histoire
En 1952, l'hôtelier Ben Novack rachète la maison d'Harvey Firestone pour $2,3 millions et engage l'architecte Morris Lapidus pour dessiner les plans. Lapidus imagine une nouvelle forme courbée pour la skyline de Miami optimisée pour capturer l'air océanique.
Le bâtiment principal (the Chateau) est réalisé entre décembre 1953 et décembre 1954. Le bâtiment ouvre en 1954 et devient un lieu de villégiature associé au luxe et au glamour. Des artistes de renom tels que Frank Sinatra ou Elvis Presley s'y produisent.
La tour nord (the Versailles Tower) et la salle de bal sont ajoutés entre 1958 et 1960 sur les plans de l'architecte A. Herbert Mathes. En 1964, le film Goldfinger ouvre sur une vue aérienne de Miami Beach et de l'hôtel où débutent les premières scènes, lorsque James Bond découvre une femme retrouvée morte dans une chambre avec le corps intégralement couvert d'or. Les films Le Dingue du palace, Bodyguard, et Scarface incluent également des scènes filmées dans l'hôtel.
En 2005, des travaux de rénovation démarrent, incluant notamment la création de deux bâtiments supplémentaires comportant uniquement des suites et portant la capacité totale de l'hôtel à 1 504 chambres. En 2007, le holding qatari Nakheel Leisure acquiert 50 % du Fontainebleau Miami Beach pour $375 millions, alors que la famille Soffer propriétaire de l'établissement croule sous les dettes liées à la rénovation de l'hôtel. Après des travaux estimés à $1 milliard, l'hôtel rouvre ses portes le 16 novembre 2008.
L'établissement est classé par le Centre national des monuments nationaux américain en décembre 2008.
En décembre 2013, le holding qatari Nakheel Leisure revend ses 50 % de l'hôtel à la famille Soffer. Turnberry Associates, société propriétaire de l'hôtel, lève $123 millions pour faire monter sa ligne de crédit auprès de JPMorgan Chase Bank à $535 millions.
En mars 2016, Turnberry Associates lève $260 millions pour augmenter ses lignes de crédit à près de $800 millions auprès des banques Goldman Sachs Bank USA et Bank of China.

## Description
Dessiné par l'architecte Morris Lapidus, le corps principal (the Chateau) est un croissant tourné vers l'océan de 45 mètres de hauteur. Le bâtiment est de style international, et désigné localement sous le terme de « Miami Modern » (MiMo). La tour nord (the Versailles Tower) et la salle de bal sont l'œuvre de l'architecte A. Herbert Mathes.

## Incidents
En avril 2011, la mère du basketteur LeBron James est arrêtée par la police à Miami Beach après avoir initié une altercation violente avec le valet de l'hôtel Fontainebleau chargé de lui amener sa voiture. En septembre 2016, la voiture du rappeur The Game est la cible d'une fusillade dans le parking de l'hôtel. En mai 2017, une fusillade prend place à l'entrée de l'hôtel, faisant deux blessés grave.